# Не оставляй следов
«Не оставляй следов» (англ. Leave No Trace) — драма 2018 года режиссёра Дебры Граник. Сценарий написан Граник совместно с Энн Роселлини по книге Питера Рока. Премьера состоялась 20 января 2018 года на Кинофестивале Сандэнс.

## Сюжет
Ветеран Иракской войны, страдающий от ПТСР, живёт со своей тринадцатилетней дочерью в общественном парке недалеко от Портленда. Они живут практически в полной изоляции, отправляясь в город лишь за покупками. Уилл зарабатывает только продажей выписанных ему обезболивающих препаратов другим ветеранам. Том замечает случайный прохожий, после чего их арестовывают и отвозят в приют для социальной помощи. Им дают жильё и еду, при условии, что Уилл будет следовать установленным правилам. Уилл начинает работать упаковщиком рождественских елей, а Том посещать школу. Тем не менее, Уилл чувствует себя подавленным среди других людей и говорит Том, что им нужно вернуться обратно в лес. Том нехотя соглашается.

## В ролях
- Томасин Маккензи — Том, дочь Уилла
- Бен Фостер — Уилл, ветеран войны страдающий от ПТСР
- Джефф Кобер — Уолтерс, владелец фермы по выращиванию деревьев
- Дейл Дикки — Дейл, владелица трейлерного парка
- Дэна Милликэн — Джин Бауэр, социальный работник
- Майкл Проссер — Джеймс, социальный работник

## Интересные факты
- во время первого посещения Портленда в фильме, Уилл и Том используют Portland Aerial Tram — пригородную канатную дорогу. Всего в США таких дорог две: одна находится в пригороде Портленда, а вторая в Нью-Йорке — канатная дорога острова Рузвельт.

## Критика
Фильм получил высокие оценки кинокритиков. На сайте Rotten Tomatoes фильм имеет рейтинг 100 % на основе 249 рецензий критиков со средней оценкой 8,6 из 10. На сайте Metacritic фильм получил оценку 88 из 100 на основе 44 рецензий, что соответствует статусу «всеобщее признание».

## Награды и номинации
| Премия                              | Категория                              | Номинант                                   | Результат |
| ----------------------------------- | -------------------------------------- | ------------------------------------------ | --------- |
| «Выбор критиков»                    | Лучший молодой актёр или актриса       | Томасин Маккензи                           | Номинация |
| «Независимый дух»                   | Лучший фильм                           | Энн Харрисон, Линда Райсман, Энн Роселлини | Номинация |
| «Независимый дух»                   | Лучший режиссёр                        | Дебра Граник                               | Номинация |
| «Независимый дух»                   | Лучшая женская роль второго плана      | Томасин Маккензи                           | Номинация |
| «Спутник»                           | Лучший независимый фильм               |                                            | Номинация |
| «Спутник»                           | Лучшая мужская роль — драма            | Бен Фостер                                 | Номинация |
| «Спутник»                           | Лучший адаптированный сценарий         | Дебра Граник, Энн Роселлини                | Номинация |
| Национальный совет кинокритиков США | Прорыв года                            | Томасин Маккензи                           | Победа    |
| Национальный совет кинокритиков США | Топ 10 лучших независимых фильмов года |                                            | Победа    |